# Чёрный квадрат (фильм)
«Чёрный квадра́т» — российский художественный фильм 1992 года по роману Фридриха Незнанского «Ярмарка в Сокольниках» (из серии о детективе Турецком).

## Сюжет
Фильм открывается эпиграфом — цитированием песни Владимира Высоцкого «Охота на волков» и исполнением другой его песни на французском языке — «La Fin Du Bal» в записи с диска La Corde Raide 1977 года.
Действие фильма происходит в ноябре-декабре 1982 года, сразу после смерти Брежнева в Москве. Молодой следователь, стажёр Мосгорпрокуратуры Александр Турецкий и его руководитель Меркулов принимают участие в расследовании убийства.
В районе ВДНХ найден повесившимся начальник главка Внешторга Ракитин. В этот же день в номере гостиницы, забронированной на имя Ракитина найдена убитой его любовница, балерина Большого театра — Валерия Куприянова. Вскоре раскрывается деятельность преступной группы, занимавшейся в том числе сбытом драгоценностей. Далее расследование постепенно выводит следственную группу на самый верх власти. Ценности преступники хранили в домах высших партийных чиновников. Если бы события случились годом раньше — дело бы немедленно замяли. Но власть в стране де-факто берёт в свои руки Юрий Андропов, который ради порядка не остановится ни перед кем, хотя фигурантом дела является сам Михаил Георгадзе — секретарь Президиума Верховного Совета СССР. Прокуратура получает ордер на обыск в его доме, сам Георгадзе арестован и вскоре умирает.
У Турецкого и судмедэксперта Риты Счастливой начинается тайный роман. Тем временем Турецкий и Меркулов понимают, что дело курирует госбезопасность и их постоянно ведут и прослушивают агенты. Они узнают, что Ракитину стала известна секретная информация о планах КГБ СССР по дестабилизации всей мировой экономики. Он собирался передать её иностранному корреспонденту. За материалами охотится генерал КГБ Кассарин, передававший на запад золото и драгоценности для финансирования спецопераций. Генерал готов остановить следователей и изъять компромат любой ценой. В поле зрения попадает также и Турецкий. Кассарин сначала пытается завербовать молодого следователя, но ему это не удается.
Генерал пытается устранить следователей при помощи киллеров. От их рук гибнет случайно оказавшаяся на линии огня Рита и ранен Меркулов. Затем Кассарин лично отправляется на перехват. В ходе погони и перестрелки Кассарин гибнет. Турецкий сжигает опасные документы. В концовке Турецкий навещает в больнице раненого Меркулова и рассказывает, что его оставляют работать в прокуратуре.

## В ролях
- Дмитрий Харатьян — Александр Борисович Турецкий, следователь-стажёр прокуратуры города Москвы
- Елена Яковлева — Рита Счастливая, судебно-медицинский эксперт
- Виталий Соломин — Константин Дмитриевич Меркулов, следователь прокуратуры города Москвы
- Василий Лановой — Василий Васильевич Кассарин, генерал КГБ
- Татьяна Кравченко — Александра Русанова, подполковник милиции, начальник отдела в МУРе
- Армен Джигарханян — Михаил Георгадзе, секретарь Президиума Верховного Совета СССР
- Эммануил Виторган — Казаков
- Алла Балтер — Ракитина
- Владимир Талашко — Грязнов, оперативный работник МУРа (озвучивание — Владимир Герасимов)
- Татьяна Лютаева — Алла Тер-Погосян (озвучивание — Анна Каменкова)
- Вадим Андреев — Красниковский
- Андрей Болтнев — Пономарёв
- Михаил Глузский — Цапко, генерал ГРУ
- Дарья Мороз — Лида Меркулова
- Игорь Ясулович — Ракитин
- Георгий Колчицкий — генеральный секретарь ЦК КПСС Юрий Владимирович Андропов
- Николай Засухин — Емельянов
- Станислав Житарев — Моисеев

## Съёмочная группа
- Режиссёр-постановщик — Юрий Мороз
- Автор сценария — Юрий Мороз
- Оператор-постановщик — Борис Новосёлов
- Художник-постановщик — Инесса Ратникова
- Художник по костюмам — Марина Тихомирова
- Композитор — Юрий Потеенко

## Восприятие
Автор издания «Коммерсантъ» Андрей Викторов отмечал: «Любители политических ребусов найдут в фильме немало интересного — бывшие и ныне здравствующие сильные мира сего играют не последнюю роль в развитии запутанного сюжета. Зрители, следящие за режиссёрскими находками, точным монтажом, смогут по достоинству оценить режиссуру картины. Порадует фильм и поклонников „Знатоков“, поскольку „Чёрный квадрат“ есть не что иное, как улучшенный вариант знаменитого телесериала: все вроде бы очень напоминает хорошо известный фильм, но антураж побогаче, да и персонажи позначительнее».